# رقصة المردوم

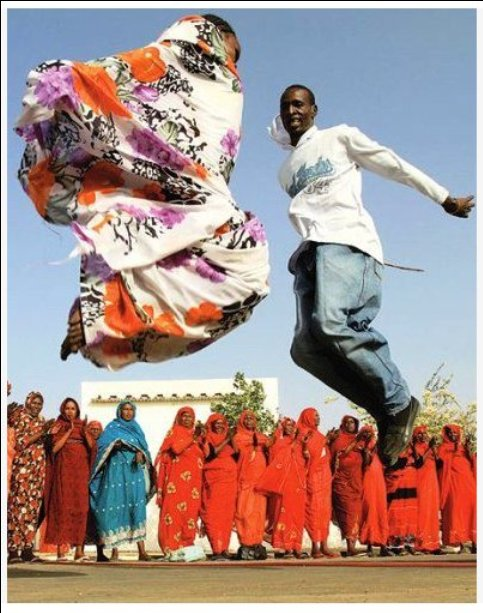
رقصة المردوم

المردوم رقصة حرة تمارس في كل المناسبات وأحياناََ دون مناسبة خاصة في الليالى القمرية بعد الحصاد، وهى من الرقصات الشعبية المنتشرة في كردفان. أول ظهور لهذه الرقصة عند البقارة، وكانت تسمى الدروابة و تطورت وسميت الساوريت وهى رقصة وأغنية في وقت واحد، وهي تتغنى للقيم الفاضلة مثل الشجاعة والكرم والشهامة وكذلك تتغنى للغزل ولكنها تختلف عن رقصة المردوم في ضربة الرجل.
ظهرت المردوم في أواخر الخمسينات وتسمى أيضاََ (برب المردوع ) كناية عن اسم الامرأة التي صممتها.[بحاجة لمصدر]

## أدوات الرقص
الصفارة ميرى وهى الاَلة الموسيقية المصاحبة للمردوم ويُعزف عليها وإخراج أصوات متناغمة مع وقع الارجل على الأرض.
الكشكوش. وهو مصنوع من السعف ويوضع بداخله الحصى أو الكول ويستخدم كإيقاع صاخب يحدث صوتاََ قوياََ مع ضربة الرجل على الأرض الأصوات المصاحبة للغناء في رقصة المردوم الطمبور الصادر من حناجر المغنيين.

## أزياء الرقص
يرتدي الراقصين ثياباََ مزركشة وكشاكيش في الأرجل وسكين توضع على الزراع .

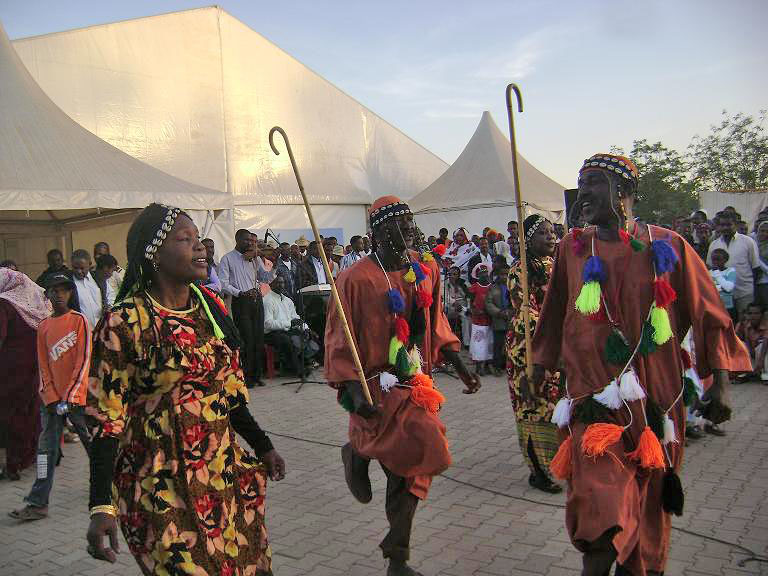
فرقة شعبية "ازياء رقصة المردوم"

البنات يتغنين ويصفقن وهن في كامل زينتهن التي عبارة عن حلي شعبية مثل الشبال ,التلال ,الشف, جدادي رقدت , فرج الله ,العاج الجبيريْ , الحفيضيْ ,التميمي وغير ذلك.

## الغناء وطريقة الرقص
يقوم فيها الراقص من الشبان بضرب الأرض بقدمَيه بطريقة معيَّنة، ووفقًا لإيقاع محدَّد يلتزم به كل الراقصين الذين يَرتدون ثيابًا مزركشة وكشاكيش مصنوعة من المواد المحلية تُلبس في الأرجل، بالإضافة للسكين التي تُوضع على الذراع بوضوح كرمز للشجاعة كما درج أهالي تلك المناطق للمردوم عدة أغنيات، منها الأغاني القصيرة السريعة الإيقاع، ويَتعارف عليها أهالي كردفان بالفنفان ويَظهر دور الفتيات (البنات) بوضوح في رقصات المردوم حيث يَقُمن بأداء الأغنيات بعد أن يَصطفِفنَ في شكل دائري داخل الحلبة وخلفهنَّ يقف الشبان الذين يكونون في كامل هندامهم وزيهم التقليدي المعروف، ويُعتبر التصفيق وسيلة مهمة لرفع مستوى الحماسة عند الرجال، وتُعدُّ «القلالة» بمثابة المايسترو والمُغني على السواء، حيث تتحكَّم في كل تفاصيل الغناء وتمتلك زمام المبادرة في الحلبة وتتميَّز عن غيرها من رصيفاتها بحلاوة الصوت والجراءة فيما يقمن الأخريات بدور «الشيالة» مردِّدين للأغنية وداخل حلبة الرقص تَتناوَب البنات تدخل إحداهنَّ وتخرج الأخرى دون أن تغيب الرقصة أو يختل إيقاع الأغنيات.